# Viktor Chistyakov
Viktor Chistyakov (en russe Виктор Чистяков), né le 9 février 1975 à Moscou, est un athlète russe, naturalisé australien par mariage, puis à nouveau russe, spécialiste du saut à la perche.

## Biographie
Viktor Chistyakov est le fils de Nataliya Pechonkina et le mari de Tatiana Grigorieva.

## Performances
Viktor Chistyakov réalise un saut de 5,90 m à Salamanque en 1999. Il est champion du monde junior en 1994.